# Princeton University Press
Princeton University Press är ett fristående amerikanskt bokförlag med nära, såväl formella som informella, förbindelser med Princeton University. Dess grundläggande uppgift är att sprida stipendier genom böcker, tidskrifter, och andra media inom den akademiska världen och samhället i stort.